# قلمرو: پیش‌درآمدی بر جن‌گیر
قلمرو: پیش‌درآمدی بر جن‌گیر (به انگلیسی: Dominion: Prequel to the Exorcist) یک فیلم ترسناک محصول سال ۲۰۰۵ آمریکا به کارگردانی پل شریدر که در ۲۰ می ۲۰۰۵ اکران شد.

## داستان
سال 1944 ، یک ستوان اس اس نازی به نام کسل به اجبار کلیسای یک دهکده کوچک در هلند اشغالی ، پدر لنکستر مرین ( استلان اسکارسگورد ) ، مجبور به شرکت در اعدام های خودسرانه در انتقام از قتل یک سرباز آلمانی در ازای صرفه جویی در دهکده شد.
در سال 1947 ، مِرین که ایمانش از این واقعه خراب شده است ، باستان شناس دراتی است ، منطقه ای دور افتاده در منطقه تورکانا در بریتانیا کنیا در حال حفاری یک کلیسای بیزانس است که در حدود قرن 5 ساخته شده است - مدتها قبل از رسیدن مسیحیت به آن منطقه آفریقا. او با پدر فرانسیس ( گابریل مان ) ، یک مبلغ مریخول که برای اطمینان از تخریب كلیسا منصوب شده است ، ملاقات می كند و سرگرد گرانویل ( جولیان وادام ) ، افسر نظامی انگلیس كه نظارت بر حفاری را انجام می دهد.